# Archie Butler
Arch Brady Butler, nato Arch Butler (Contea di Rhea, 27 settembre 1911 – Overton (Nevada), 4 febbraio 1977), è stato un attore e stuntman statunitense.

## Biografia
Butler è nato il 27 settembre 1911 nella contea di Rhea, nel Tennessee. È apparso in numerosi film, in particolare western, come ad esempio I predoni della montagna (1947), Anna prendi il fucile (1950), Donne verso l'ignoto (1951) e Il mucchio selvaggio (1969). Ha partecipato anche a spettacoli televisivi quali Bonanza, Gunsmoke, La grande vallata, The Rifleman e Il virginiano.
Butler è morto il 4 febbraio 1977, all'età di 65 anni, a Overton, in Nevada.

## Filmografia
- Sotto due bandiere (Under Two Flags), regia di Frank Lloyd (1936)
- Avventura nel Wyoming (Wyoming), regia di Richard Thorpe (1940)
- L'avventuriero della città d'oro (Barbary Coast Gent), regia di Roy Del Ruth (1944)
- La bella avventura (West of the Pecos), regia di Edward Killy (1945)
- I predoni della montagna (Code of the West), regia di William Berke (1947)
- L'imboscata (Ambush), regia di Sam Wood (1950)
- Anna prendi il fucile (Annie Get Your Gun), regia di George Sidney (1950)
- Donne verso l'ignoto (Westward the Women), regia di William A. Wellman (1951)
- Arena, regia di Richard Fleischer (1953)
- Cavalca vaquero! (Ride, Vaquero!), regia di John Farrow (1953)
- Zingaro (Gypsy Colt), regia di Andrew Marton (1954)
- Sangue caldo (Man with the Gun), regia di Richard Wilson (1955)
- Sfida al tramonto (The Brass Legend), regia di Gerd Oswald (1956)
- Doringo! (The Glory Guys), regia di Arnold Laven (1965)
- Il mucchio selvaggio (The Wild Bunch), regia di Sam Peckinpah (1969)